# اشتاینباخ-هالنبرگ
شهر اشتاینباخ-هالنبرگ (به آلمانی: Steinbach-Hallenberg) در ایالت تورینگن در کشور آلمان واقع شده‌است.